# Nkeng Stephens
 (juin 2025).
Si vous disposez d'ouvrages ou d'articles de référence ou si vous connaissez des sites web de qualité traitant du thème abordé ici, merci de compléter l'article en donnant les références utiles à sa vérifiabilité et en les liant à la section « Notes et références ».
Nkeng Stephens, aussi appelé Dr. Nkeng Stephens, de son nom complet Stephen Nkengafac Nchonganyi, né le 3 mai 1994 à Buéa, est un réalisateur et producteur camerounais. 

## Biographie

### Enfance et débuts
Originaire du Lebialem et de Nkambé, Nkeng Stephens naît le 3 mai 1994 à Buéa dans la région du Sud-Ouest du Cameroun. Il est le seul fils de son père et le quatrième enfant. Son père, aujourd'hui décédé, lui donne le nom de « Docteur », parce qu'il voulait qu'il devienne médecin. Ce nom est également adopté par ses amis, qui ont continué à l'appeler ainsi. Ses amis sont stupéfaits de découvrir ses compétences en montage vidéo, qu'ils l'ont surnommé Dr. Nkeng Stephens. Il commence sa carrière dans le divertissement en tant qu'artiste musical sous le nom de « Decobra House », mais après un certain temps, il décide de se lancer en solo et de passer à la vidéographie, où il se sentait plus à l'aise. Par ailleurs, il interrompt ses études à l'université de Buéa pour suivre sa passion.

### Carrière
Nkeng Stephens travaille avec certains des plus grands artistes camerounais, dont Stanley Enow, Locko, Maahlox le vibeur, Mr Leo et d'autres encore. Basé à Buéa, il tourne plus de 1 000 clips et travaille également sur des publicités pour des entreprises tels que Les Laboratoires Biopharma et Tradex. Il possède également une société de production audiovisuelle au Cameroun, appelée Cameroon Phase of Entertainment Ltd. Il produit des films tels que Caesar et Migration. Il est également fondateur du Hand In Hand Movement, qui offre une formation en ligne aux aspirants réalisateurs. Le Hand In Movement assiste également des jeunes artistes camerounais, qui n'ont pas de sponsor, en tournant leur clip vidéo et en les mettant en relation avec des sponsors et des labels.
En 2023, Nkeng Stephens réalise son premier long métrage, L'Axe lourd.

## Vie privée
Nkeng Stephens est marié et il est le père d'un enfant. 

## Filmographie

### Courts métrages
- 2016 : Amigo
- 2017 : Caesar

### Longs métrages
- 2023 : L'Axe lourd

## Distinctions
- 2019 : Nomination dans la catégorie Meilleur réalisateur vidéo à l'AFRIMMA[2]
- 2019 : Réalisateur vidéo de l'année aux Canal 2'Or[2]
- 2020 : Meilleur réalisateur vidéo aux Musikol Music Awards MUMA[2]
- 2020 : Meilleur réalisateur vidéo aux Bonteh Digital Awards BDMA[2]
- 2023 : Meilleur réalisateur de film au Festival international du film du Cameroun[5]